# Thomas Geiger (Literaturvermittler)
Thomas Geiger (* 5. Januar 1960 in Sulzbach-Rosenberg) ist ein deutscher Literaturvermittler, Lektor, Herausgeber und Zeitschriftenredakteur.

## Leben
Thomas Geiger wuchs im oberpfälzischen Sulzbach-Rosenberg auf. Nach Abitur und Wehrdienst absolvierte er in Nürnberg eine Buchhändlerlehre und studierte im Anschluss in München Germanistik sowie Wirtschafts- und Sozialgeschichte. Seit Juni 1989 arbeitet er im Literarischen Colloquium Berlin als Redakteur der von Walter Höllerer gegründeten Zeitschrift Sprache im technischen Zeitalter. Seit 2014 agiert er zusammen mit Norbert Miller und Joachim Sartorius auch als Herausgeber der Literaturzeitschrift. Darüber hinaus ist er als Programmmacher im Literarischen Colloquium tätig.
Geiger war und ist als Experte für deutschsprachige Literatur in zahlreichen Jurys tätig, u. a. für den Deutschen Buchpreis (2010), den Wilhelm-Raabe-Literaturpreis des Deutschlandfunks und der Stadt Braunschweig, den Marie Luise Kaschnitz-Preis der Evangelischen Akademie Tutzing und den Jean-Paul-Preis des Freistaats Bayern. Seit Mitte der 1990er Jahre engagiert er sich im Vorstand des Literaturarchivs Sulzbach-Rosenberg. Seit 1999 kuratiert er für das Literarische Colloquium Berlin und die Leipziger Buchmesse literaturpolitische Diskussionsreihen. Er gab im Deutschen Taschenbuchverlag 2009 die Lyrikanthologie Laute Verse und 2015 das europäische Lesebuch Luftsprünge heraus. Darüber hinaus moderiert er literarische Veranstaltungen wie zum Beispiel beim Freiburger Literaturgespräch. Seit März 2020 gehört Thomas Geiger zum Podcast-Team der rbbKultur-Sendung weiter lesen – das LCB im rbb.

## Herausgeberschaft
- Hans-Joachim Schädlich: Über Dreck, Politik und Literatur. Berlin, Literarisches Colloquium Berlin 1992, ISBN 978-3-627-80007-9.
- Laute Verse. Gedichte aus der Gegenwart. München, dtv 2009, ISBN 978-3-423-24692-7.
- Luftsprünge. Eine literarische Reise durch Europa. München, dtv 2015, ISBN 978-3-423-26070-1.
- Sprache im technischen Zeitalter (seit 2014), ISSN 0038-8475.